# Antimonumenta (Mérida)
La Antimonumenta (Mérida), fue instalada en el remate de Paseo de Montejo, en Mérida, Yucatán el 25 de noviembre de 2021, fecha en que se conmemora el Día Internacional de la Eliminación de la Violencia contra la Mujer. Se inspiró en un antimonumento similar que se ha colocado en otras ciudades del país.

## Historia e instalación
La instalación de la antimonumenta fue gestionada por seis colectivas feministas y se propuso su ubicación en el parque de la Mejorada, durante el cabildeo para su ubicación varias regidoras consideraron agilizar los trámites para permitir la instalación en la fecha programada, sin embargo, ante la necesidad de intervención del INAH para otorgar los permisos de instalación en dicho parque, se propuso presentar otras opciones para su colocación, entre ellas la Avenida Prolongación Montejo, el Parque de las Américas o algún parque del sur de la ciudad.
La propuesta para instalar la antimonumenta originalmente en el Parque de la Mejorada está vinculada con la participación de las mujeres en Yucatán, ya que fue ahí donde se ubicó la escuela central de niñas, la escuela de La Siempreviva y fue ahí donde se dio hospedaje a las congresistas que participación en el Primer Congreso Feminista de Yucatán, sin embargo, su instalación frente al monumento a Los Montejo permite visibilizar la violencia contra las mujeres por su género, además del racismo, la discriminación y otras violencias.
La decisión de solicitar permiso de manera formal a las autoridades municipales se tomó por parte de los colectivos que la promovieron para evitar agresiones o desmantelamiento de las estructuras como ha sucedido en otras ciudades.

Al respecto de la instalación, la regidora Elisa Zúñiga Orellana, presidenta de la Comisión de Igualdad de Género en el Cabildo de Mérida declaró:
...las antimonumentas representan lo que se tiene que mejorar de la sociedad, como la falta de castigos, de sentencias y de procedimientos que las autoridades no realizan de manera correcta cuando las mujeres son víctimas de violencia de género. 
Después de varios cambios de locación, la antimonumenta fue colocada en el Remate de Paseo de Montejo el 25 de noviembre de 2021, sobre lo cual compartió la fundadora de UADY sin acoso, Rosa Cruz Pech: 
La Antimonumenta es lo contrario a los monumentos que son erigidos principalmente para recordar actos, acciones o personajes históricos, pero siempre salen desde una historia institucional creados por la mirada masculina. Las antimonumentas son precisamente para visibilizar esa ausencia, esa violencia que existe en diferentes situaciones.

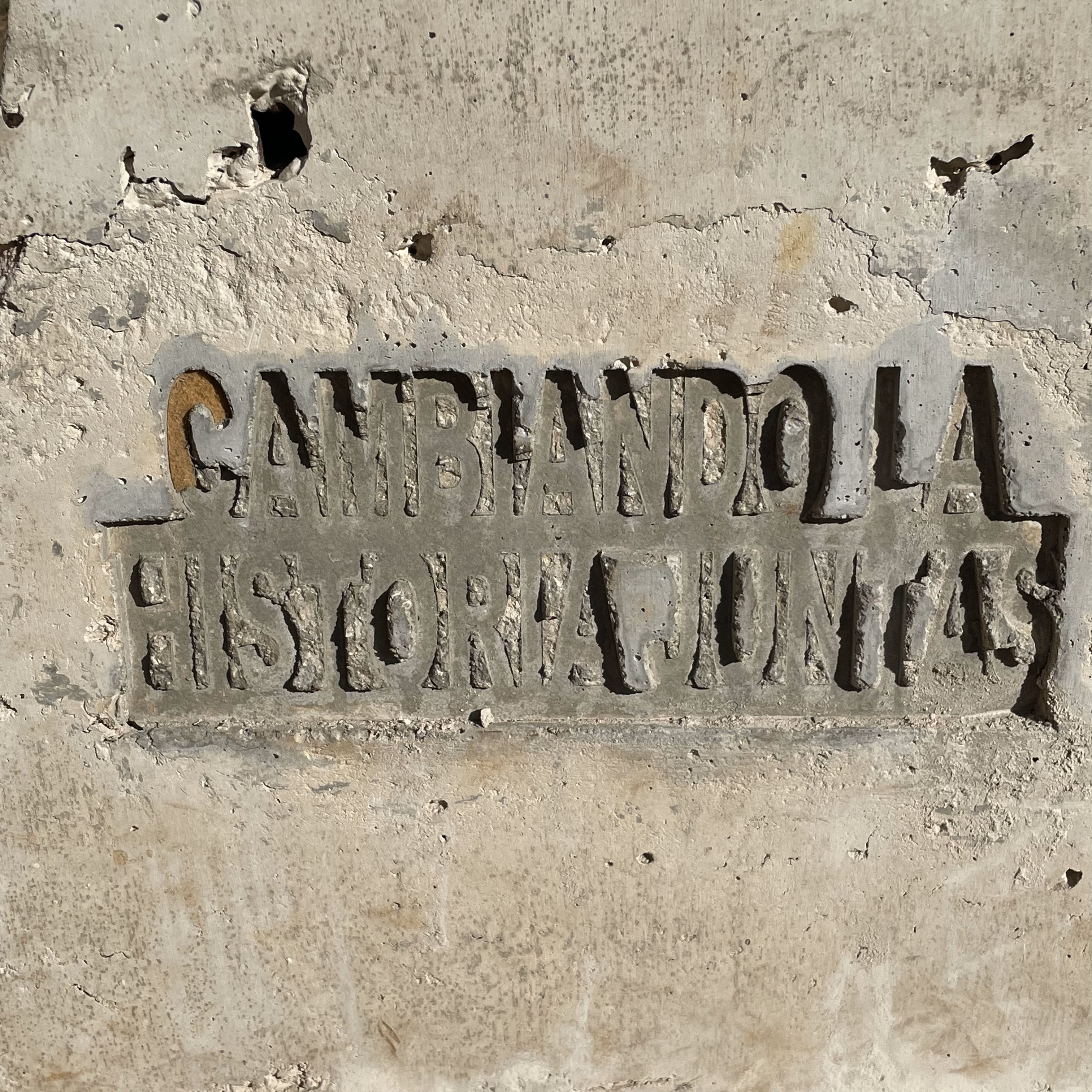
Cambiando la historia juntas

El día de la instalación, previo a la develación, entre 100 y 300 mujeres participaron en una marcha a manera de protesta en la que exigieron frenar las violencias diarias contra las mujeres, además hubo una dinámica de megáfono abierto para denunciar a sus agresores, se dedicó un minuto de silencio por todas las mujeres que han sido víctimas de violencia en Yucatán y se realizaron pintas en color rojo, verde y morado, que iban desde consignas hasta nombres de víctimas de feminicidio y agresores de las manifestantes.
 

La develación de la estatua fue realizada por las madres de mujeres violentadas en Yucatán, Ligia Canto Lugo (madre de Emma Gabriela Molina Canto) y Lizbeth Martín Esquiliano (madre de Fernanda), quienes estuvieron acompañadas por sobrevivientes de diferentes tipos de violencia. La señora Ligia, declaró respecto a los casos de violencia contras las mujeres en Yucatán: 
Las víctimas en Yucatán acuden en búsqueda de justicia [...], pero la realidad es que pasamos a ser víctimas y esclavas del sistema: analizadas, investigadas y juzgadas como delincuentes. 

## Descripción y significado

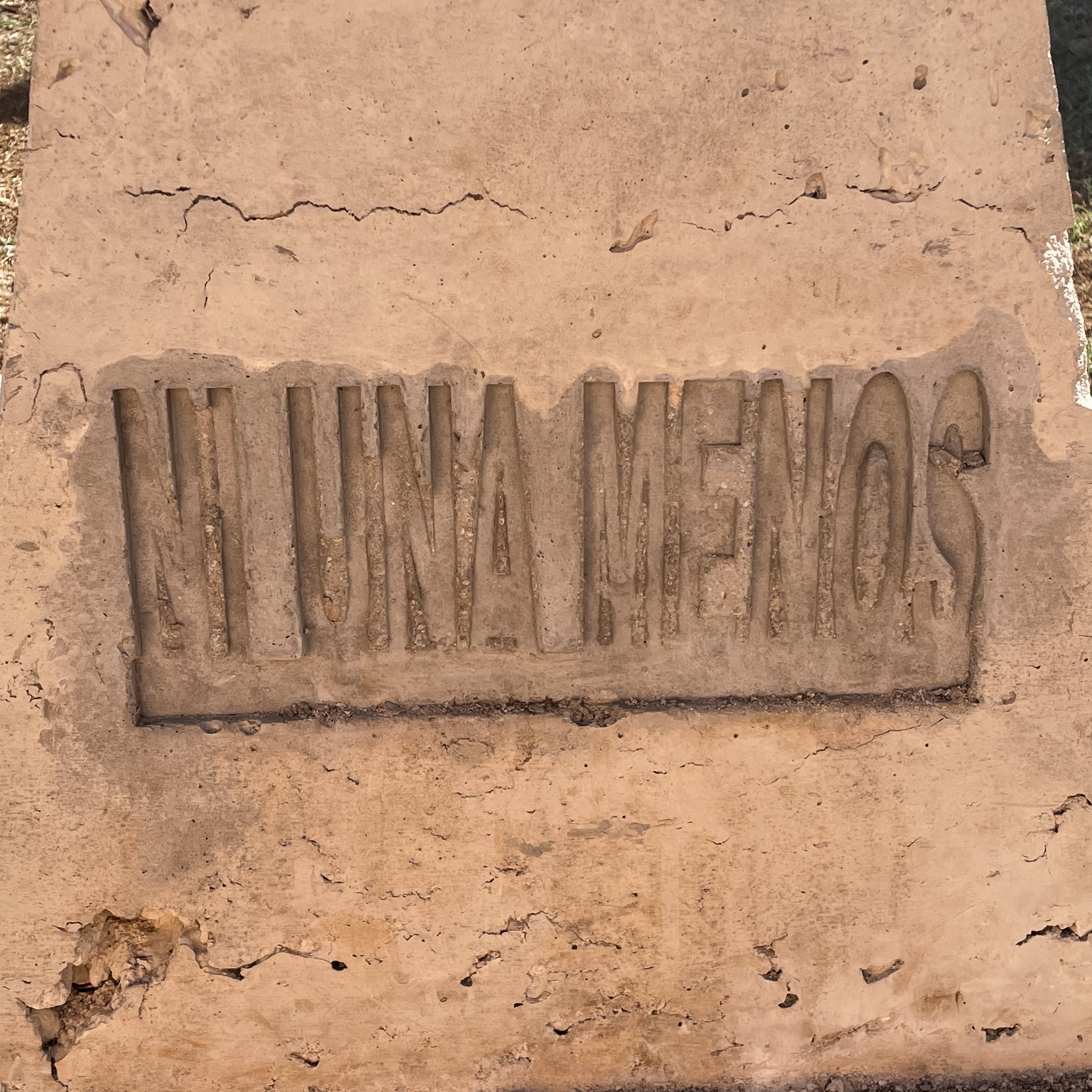
Ni una menos

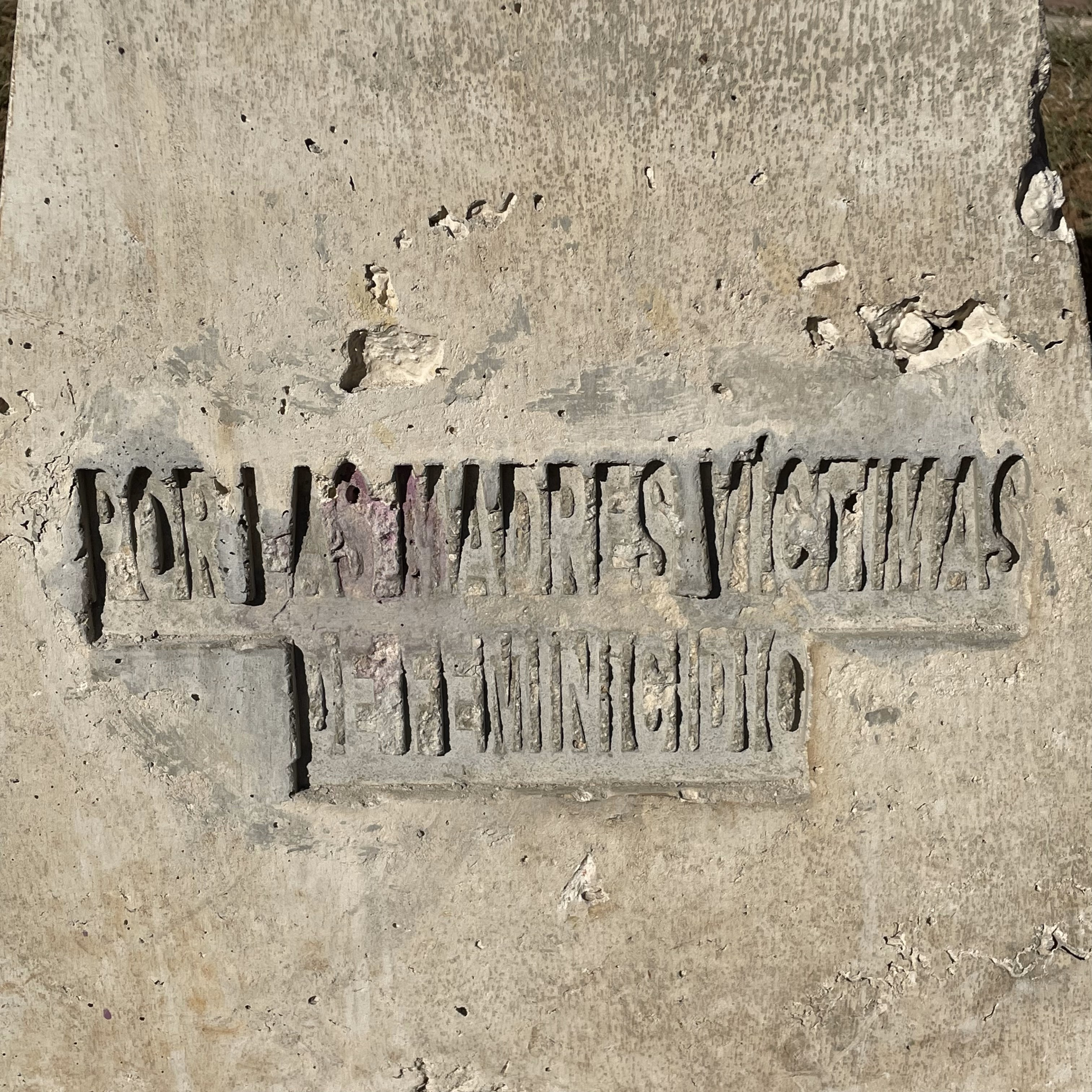
Por las madres víctimas de feminicidio

La antimonumenta se encuentra ubicada en el Remate de Paseo de Montejo, fue diseñada por la artista herrera La Coyota; representa el símbolo de Venus con un puño al frente en color rosa, está elaborada en acero y tiene una altura de 1.60 metros. En su base cuenta con cuatro consignas a manera de leyendas grabadas en cada una de sus caras: Por las madres víctimas de feminicidio, Todas somos una, Cambiando la historia juntas y Ni una menos.
En el caso de Mérida, a diferencia de las demás, no se dedica a un hecho específico, sino a la falta de justicia hacia las víctimas de feminicidio, el abuso sexual contra las mujeres, la discriminación por género y todas las violencias que atraviesan a las mujeres. El año de su instalación, en Yucatán, se registraron al menos ocho muertes violentas de mujeres, sin embargo, solo cuatro fueron clasificadas e investigadas como feminicidios por la Fiscalía General del Estado.

## Manifestaciones en la Antimonumenta

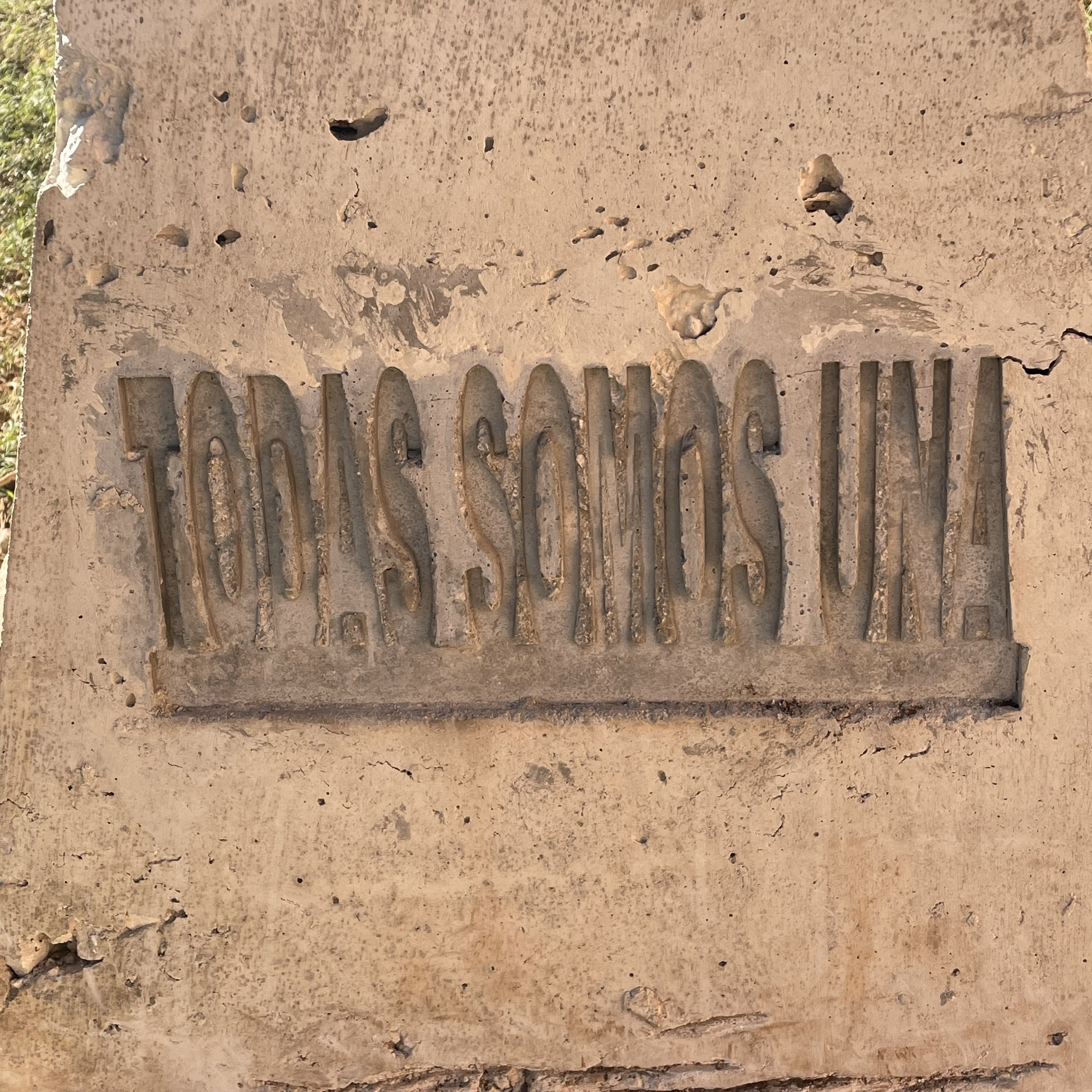
Todas somos una

El 20 de enero de 2022, la antimonumenta fue el punto de encuentro para la manifestación de activistas ante el caso de la difusión de imágenes de contenido íntimo de Mónica cuando era menor de edad.
En el año 2023, hubo dos movilizaciones en referencia al 8M, una de estas marchas tuvo como punto de reunión la antimonumenta en el remate de Paseo de Montejo, mientras que la otra invitó al Parque de Santa Ana como punto de reunión.